# Liste der Monuments historiques in Givron
Die Liste der Monuments historiques in Givron führt die Monuments historiques in der französischen Gemeinde Givron auf.

## Liste der Objekte
| Bezeichnung | Beschreibung          | Standort                        | Kennzeichnung | Schutzstatus | Datum | Bild |
| ----------- | --------------------- | ------------------------------- | ------------- | ------------ | ----- | ---- |
| Glocke      | Bronze, 1615 gegossen | in der Kirche St-Nicolas (Lage) | PM08000651    | Classé       | 1911  |      |
| Kruzifix    | Holz, 16. Jahrhundert | in der Kirche St-Nicolas (Lage) | PM08000240    | Classé       | 1911  |      |